# Pulvinella nolinae
Pulvinella nolinae är en svampart som beskrevs av A.W. Ramaley 2001. Pulvinella nolinae ingår i släktet Pulvinella, divisionen sporsäcksvampar och riket svampar.   Inga underarter finns listade i Catalogue of Life.